# Trigonostemon villosus
Trigonostemon villosus là một loài thực vật có hoa trong họ Đại kích. Loài này được Hook.f. miêu tả khoa học đầu tiên năm 1887.